# 発信!テレビタウン
『発信!テレビタウン』（はっしん テレビタウン）は、2007年10月5日から2008年12月26日までくまもと県民テレビ (KKT) で放送されていたローカル情報番組である。ハイビジョン制作、ステレオ放送実施。放送時間は毎週金曜 16:30 - 16:45 （日本標準時）。

## 概要
2007年9月まで金曜のみ15:50から放送されていた『テレビタミン』が、同年秋の改編で一律16:45スタートに戻されるのを受け、同番組内で放送されていた日本テレビの通信販売コーナー「テレビタポシュレ」と映画情報コーナーを譲り受ける形で本番組がスタートした。番組は『テレビタミン』開始前の時間帯に放送。金曜が祝日であっても休止になることはなく、年始直後の2008年1月4日を除いて全て平常通りに放送されていた。
本番組が擁していたコーナーは、2009年1月から再び『テレビタミン』内で放送されている（同年3月までは「ポシュレ」も映画情報コーナーも金曜17時台に放送）。

## 出演者
このうちメインキャスターの3人と平山は、直後の『テレビタミン』にも引き続き出演。

### メインキャスター
- 英太郎
- 中華首藤
- 広崎みさ

### テレビタウンポシュレ担当
- 東海林のり子
- 馬場典子（日本テレビアナウンサー）
- 宮﨑宣子（当時日本テレビアナウンサー）

### インフォメーション担当
- 平山留美子

## コーナー
- テレビタウンポシュレ - 日本テレビの通販コーナー「ラジかるッ×ポシュレ」で人気の商品をくまもと県民テレビの視聴者に紹介。
- インフォメーション
- 週末マル得情報 - 中華首藤の担当コーナーで、最新の映画情報や週末に熊本県内で行われるイベントなどを紹介。映画情報のみ、熊本大学映画公開講座の講師である辻昭二郎が解説していた。

| くまもと県民テレビ 金曜16:30枠                                                         | くまもと県民テレビ 金曜16:30枠                       | くまもと県民テレビ 金曜16:30枠                                                       |
| 前番組                                                                                 | 番組名                                               | 次番組                                                                               |
| -------------------------------------------------------------------------------------- | ---------------------------------------------------- | ------------------------------------------------------------------------------------ |
| テレビタミン（金曜） （2006年4月7日 - 2007年9月28日） ※15:50 - 19:00、55分縮小して継続 | 発信!テレビタウン （2007年10月5日 - 2008年12月26日） | 韓流ドラマ または テレビショッピング （2009年1月16日 - 2010年3月5日） ※15:50 - 16:45 |